# Bo Bartlett
Bo Bartlett (29 de diciembre de 1955, Columbus, Georgia) es un pintor realista estadounidense que actualmente trabaja en Georgia y Maine.

## Vida
Bo Bartlett nació en diciembre de 1955 en Columbus, Georgia. A la edad de 19 viajó a Florencia, Italia donde estudió con Ben Long. En 1975 regresó a los Estados Unidos, donde estudió en la Universidad de las Artes en Filadelfia, y la Academia de Pensilvania de Bellas artes. También estudió anatomía en la Universidad de Filadelfia de Medicina. Durante su tiempo en Pensilvania, Bartlett fue alumno de Nelson Shanks. 
En 1986, Bartlett recibió un Certificado en cinematografía de la Universidad de Nueva York lo que le encaminó a rodar una película sobre la vida y trabajos de Andrew Wyeth. Desde entonces son muy amigos.
Bo Bartlett actualmente vive y pinta en una isla de la costa de Maine en verano, y en su ciudad natal de Columbus, Georgia en el invierno.

## Obra
Bo Bartlett es un pintor realista con una visión modernista. Sus pinturas están dentro de la tradición de realismo americano definido por artistas como Thomas Eakins y Andrew Wyeth. Como estos artistas, Bartlett se centra en las personas de América para describir la belleza de la vida diaria. Sus melancólicas pinturas celebran la naturaleza, la épica subyacente de lo cotidiano y la importancia personal de lo extraordinario. 
Bartlett Estuvo educado en la Academia de Pensilvania de Bellas artes, donde los principios realistas priman sobre las aventuras modernistas. Pero su obra va más allá de las fronteras de la tradición realista con su imaginería donde vida, muerte, paso, memoria, y la confrontación conviven fácilmente. La Familia y los amigos son los personajes que aparecen en sus oníricos trabajos narrativos. A pesar de que las escenas están localizadas alrededor de su casa de niñez en Georgia, su casa de verano de la isla en Maine, su casa en Pensilvania o el entorno de su estudio y residencia en Estado de Washington,  representan un concepto más profundo, más mítico, un arquetipo de casa universal.
Su obra puede ser encontrada en colecciones privadas, colecciones públicas, y galerías de los Estados Unidos. Estos incluyen el Greenville Museo de Condado de Arte, el Museo de Arte de la Seattle, y la Academia de Pensilvania de las Bellas artes

## Influencias
Bartlett Ha sido influido por Thomas Eakins, Edward Hopper, Winslow Homer, Balthus, Norman Rockwell, y Andrew Wyeth.